# Нарвская улица (Москва)
На́рвская у́лица — улица в Северном административном округе города Москвы на территории районов Войковский и Коптево. Пролегает от железнодорожной линии Окружной железной дороги РЖД (Коптевский путепровод, до него это Улица Клары Цеткин), до Кронштадтского бульвара. Нумерация домов начинается от Улицы Клары Цеткин.

## Происхождение названия
Названа в честь эстонского города Нарва в 1960 году, до 1960 г. называлась Братцевской, так как на ней располагалась Братцевская птицефабрика, одноимённое название и имела станция Московской окружной железной дороги (Московское центральное кольцо) — Братцево.

## Описание
Расположена между линией Окружной железной дороги и Кронштадтским бульваром. Улица расположена в районе Войковский.
Начинается от Окружной железной дороги, проходит под Коптевским путепроводом и идет с юго-востока на северо-запад, причем нумерация домов дает основания предположить, что планируемая трасса должна была проходить в том месте, где позже был построен Коптевский путепровод. Так, всем домам, к востоку от Коптевского путепровода, присвоены четные номера, а к западу — нечетные. Далее улица выходит к перекрестку, к которому примыкают с запада Выборгская улица, с северо-запада — Головинское шоссе, с востока — Михалковская улица, а с юга примыкает Коптевский путепровод, который идет параллельно Нарвской улице. Итого на перекрестке сходятся шесть дорог. Под тем же перекрестком проходит подземный коллектор, по которому вода из Химкинского водохранилища через канал вдоль части Выборгской улицы сливается в Верхний Головинский пруд. За перекрестком Нарвская улица проходит между территорией Головинского кладбища и Верхним Головинским прудом и заканчивается пересечением с Кронштадтским бульваром, близ начала Смольной улицы. По трассе Нарвской улицы запланировано строительство дублера Ленинградского шоссе со стороны улицы Клары Цеткин с выходом через промзону восточнее Смольной улицы к реконструированному в 2010 г. участку улицы Лавочкина. Препятствием к строительству является прохождение по этой трассе линии электропередачи.

## Здания и сооружения
По нечётной стороне:
- № 15а — Управление Федеральной службы исполнения наказаний по городу Москве (УФСИН РФ по г. Москве)
- № 21 — завод по производству кондиционеров, на котором в 2009 г произошёл крупный пожар.

По чётной стороне:
- № 2 — мебельная фабрика.
- № 16 — детский сад.
- № 18 — ясли-сад.
- № 20 — Московский государственный технический университет гражданской авиации.
- № 20а — детско-юношеская спортивная школа и школа-интернат, расположенные в парке, примыкающем к Головинским прудам.

## Транспорт

### Наземный транспорт
По улице проходят автобусные маршруты 90, 123, 565.

### Ближайшие станции метро
- Водный стадион
- Коптево (МЦК)